# Valle del Guamuez
Valle del Guamuez is een gemeente in het Colombiaanse departement Putumayo. De gemeente telt 32.958 inwoners (2005). De hoofdplaats van de gemeente heet La Hormiga, zo genoemd vanwege de vele mierenbeten (hormiga betekent "mier" in het Spaans) waar de stichter van de gemeente, Emiliano Ospina Ricon, door geplaagd werd op zoek naar zijn familie die in het oerwoud vastzat.

## Economische activiteit
De belangrijkste economische sectoren van de gemeente zijn de productie van rubber en aardolie. Daarnaast wordt er veel coca verbouwd. In 1980 werkte 60% van de bevolking in de illegale cocateelt.
Colón · Mocoa · Orito · Puerto Asís · Puerto Caycedo · Puerto Guzmán · Puerto Leguízamo · San Francisco · San Miguel · Santiago · Sibundoy · Valle del Guamuez · Villagarzón